# 冲出亚马逊
《冲出亚马逊》（英語：Charging Out Amazon）是2002年由宋业明导演的一部现代军事动作片。于同年7月25日在中国上映。

## 剧情概述
该影片改编自武汉某部队两位士兵在亚马逊丛林进行魔鬼训练的真实故事。在南美洲的亚马逊流域，联合国在委内瑞拉开了设猎人学校。中国方面派出王晖和胡小龙参与特训，经过总总考验，最终战胜各国强手。

## 演员
| 演员            | 角色   |
| --------------- | ------ |
| 侯勇            | 王晖   |
| 穆立新          | 胡小龙 |
| 汤姆·巴特勒     | 猎人   |
| 克莱福特·维廉姆 | 鳄鱼   |
| 劳伦            | 丽娜   |
| 丹尼·马歇尔     | 约翰逊 |
| 安迪·汤姆逊     | 罗西尼 |
| JR伯恩          | 迈克尔 |
| 强·库斯勃特     | 黑狮   |

## 获奖
| 獎項                       | 類別       | 結果 |
| -------------------------- | ---------- | ---- |
| 中国金鸡百花电影节（2002） | 最佳故事片 | 獲獎 |
| 中国金鸡百花电影节（2002） | 最佳摄影   | 獲獎 |
| 中国金鸡百花电影节（2002） | 最佳美术   | 獲獎 |
| 中国金鸡百花电影节（2002） | 最佳录音   | 提名 |